# Могильний Леонід Петрович
Могильний Леонід Петрович (нар. 21 лютого 1974 р. м. Козятин Вінницької області, Україна) — український історик, доктор історичних наук, професор кафедри давньої та нової історії України Київського національного університету імені Тараса Шевченка. Фахівець з міжетнічних відносин та територій України, історія України кінця ХІХ — першої половини XX століття (суспільно — політичне життя в Україні наприкінці ХІХ — на початку XX ст., українські ліберальні партії та їх діячі у другій половині XIX ст. — першій половині XX ст.).

## Діяльність
У 1999 р. закінчив історичний факультет Київського національного університету імені Тараса Шевченка, а у 2003 р. — аспірантуру.
В 2004—2008 рр. асистент, 2008—2015 рр. доцент, з 2015 р. — професор кафедри української історії та етнополітики.
З 2017 р. — на кафедрі давньої та нової історії України історичного факультету КНУ імені Тараса Шевченка.
Викладає історію України, етнокультурну історію І тис. н. е. та історію феодального міста Русі.
Автор близько 200 наукових, навчально-методичних праць, серед них монографії та навчальні посібники з історії України (з них 25 у співавторстві).
Є членом спеціалізованої вченої ради по захисту кандидатських та докторських дисертацій. Член редколегій «Часопис української історії». Член Національної Спілки краєзнавців України з 2008 р.
За монографію написану спільно з проф. В. Ф. Колесником «Українські ліберально-демократичні партії в Російській імперії на початку XX століття». (К.: НВЦ «Київський університет», 2005. — 244 с.) рішенням Вченої ради університету від 5 лютого 2007 р. нагороджений Премією імені Тараса Шевченка Київського національного університету імені Тараса Шевченка.
У 2008 р. відзначений подякою голови Київського міського голови.
У 2008—2010 рр. — стипендіат Кабінету Міністрів України для молодих учених.

## Роботи
- Українські ліберально-демократичні партії в Російській імперії на початку XX століття. Монографія. К.: ВПЦ «Київський університет», 2005. — 244 с. (співавт. Колесник В. Ф.). — Сергій Єфремов у суспільно-політичному житті України. — К.: «ПанТот», 2011. — 296 с.
- Історія Київського університету: монографія. — К.: ВПЦ «Київський університет», 2014. — 895 с. (співавт. І. В. Верба, О. В. Вербовий, Т. Ю. Горбань та ін.)
- Українське суспільство на шляху до політичної нації: Історія і сучасність: Колективна монографія. — К: КНЕУ, 2014. — 478 с. (вн.1 др. арк.)
- The Teaching of Foreign Languages at the Faculty of History in Taras Shevchenko National University of Kyiv: past and present // Topical issuesof social pedagogy: Collective monograph. − CARICOM, Barbados, 2017. — С. 154−169. (співавт. Лященко О.)
- Політичні партії та суспільно-політичні рухи в Україні наприкінці ХІХ — на початку XX ст.: Навчальний посібник. — К.: ВПЦ «Київський університет», 2007. — 279 с. (співавт. Колесник В. Ф.).
- Історія України від найдавніших часів до сьогодення. Документи та матеріали. — Чернівці: Книги-XXI, 2007. — 1102 с.; (власний внесок — Розділ 2: Київська Русь. Галицько-Волинське князівство. — С.51-107; Додатки. — С.961-1024) (співавт. Коцур А. П.; Горбань Т. Ю.; Даниленко О. В. та ін.).
- Діячі науки і культури України: Нариси життя та діяльності / Навчальне видання. — К.: Книги-XXI, 2007. — 464 с. (співавт. Коцур А. П.; Горбань Т. Ю. ; Даниленко О. В. та ін.).
- Нарис 5. Київський університет наприкінці ХІХ — на початку XX століття (1884—1914 рр.) // Під покровом великого святого: Нариси з історії Університету Святого Володимира. — К: НВЦ «Київський університет», 2009. — С.124-151.
- Діячі науки і культури України: Нариси життя та діяльності / Навчальне видання. — К.: Книги-XXI, 2010. — 688 с. (співавт. Коцур А. П. Горбань Т. Ю.; Даниленко О. В. та ін.)
- Історія в термінах і поняттях: довідник: Навч. посіб. / За загал. ред. Т. В. Орлової. — Вишгород: ПП Сергійчук М. І., 2014. — 732 с. (співавт. Вербовий О., Орлова Т. та ін.).
- Історія України. Курс лекцій. Підручник / За ред. А. П. Коцура. — КиївЧернівці: Книги — ХХІ, 2015. — 756 с. (співавт. Коцур А. П., Заболотна І. М.; Іваницька Л. В. та ін.).
- Діяльність української демократичної партії на початку XX століття // Наукові записки з української історії: Збірник наукових статей: Переяслав-Хмельницький державний педагогічний інститут ім. Г. С. Сковороди: кафедра історії і культури України. — ПереяславХмельницький: Золоті литаври, 2002. — Вип.13. — С.304-314.
- Громадсько-політична діяльність Сергія Єфремова наприкінці ХІХ — на початку XX ст. // Часопис української історії. Київський національний університет імені Тараса Шевченка. Кафедра української історії та етнополітики. Вип.4. — К., 2006. — С.55-60.
- Національне питання в Гетьманщині // Часопис української історії. Київський національний університет імені Тараса Шевченка. Кафедра української історії та етнополітики. Вип. 23. — К., 2012. — С. 17-21.
- Держава Русь: міфи та реальність / Бібліотека «Часопису української історії»; За заг. ред. А. П. Коцура. Лекція 2. — К., 2013. — 38 с.
- Галицько-Волинське князівство / Бібліотека «Часопису української історії»; За заг. ред. А. П. Коцура. Лекція 3. — К., 2013. — 39 с.
- Національне питання в програмах українських ліберальних партій в першій чверті XX ст. // Історико-політичні студії. Збірник наукових праць. КНЕУ. — К.: КНЕУ, 2014. — № 2. — С. 40-46.
- Київський імператорський університет Святого Володимира в 1884—1914 рр. // Часопис української історії. Київський національний університет імені Тараса Шевченка. Кафедра української історії та етнополітики. Вип. 30. — К., 2014. — С. 7–14.
- Життя студентів та студентські земляцтва в Київському університеті Святого Володимира // Гілея: науковий вісник: збірник наукових праць / Гол. ред. В. М. Вашкевич. — К., 2014. — № 90(11). — С. 41–44.
- Степан Дівович і значення його твору «Разговор Великороссиии с Малороссиею…» у становленні автономістського руху // Гілея. — 2016. — № 112. — С. 21-25.[3]